# Muscipipra vetula
La viudita coluda (en Argentina y Paraguay) (Muscipipra vetula), es una especie de ave passeriforme de la familia Tyrannidae, la única perteneciente al género Muscipipra. Es nativa del centro oriental de América del Sur.

## Distribución y hábitat
Se distribuye por el centro este y sureste de Brasil (sur de Bahía, centro de Minas Gerais y Espírito Santo hacia el sur hasta Río Grande del Sur), este de Paraguay y noreste de Argentina (Misiones, Corrientes).
Esta especie es considerada poco común en sus hábitats naturales: los bordes de bosques húmedos montanos hasta altitudes de 2200  m. En Argentina y Paraguay parece ocurrir principalmente o solamente durante el invierno austral.

## Descripción
Mide 22,5 cm de longitud. Es mayormente gris, con auriculares oscuros y garganta blanca; en contraste, las alas son negras, como también su cola, larga y bastante bifurcada. Es inconfundible en su limitada zona de distribución.

## Comportamiento
A menudo percha en ramas altas, en el abierto, generalmente en pareja, pero ocasionalmente en pequeños grupos.

### Alimentación
Captura insectos aéreos en vuelo, a menudo volando por distancias considerables.

### Reproducción
Construye un nido diminuto en forma de taza, en arbustos bajos a cerca de 1 m del suelo, en el sotobosque de bosques de araucaria.

### Vocalización
Generalmente callada, pero emite un «pup-pup-pup» parecido con los pibíes (Contopus).

## Sistemática

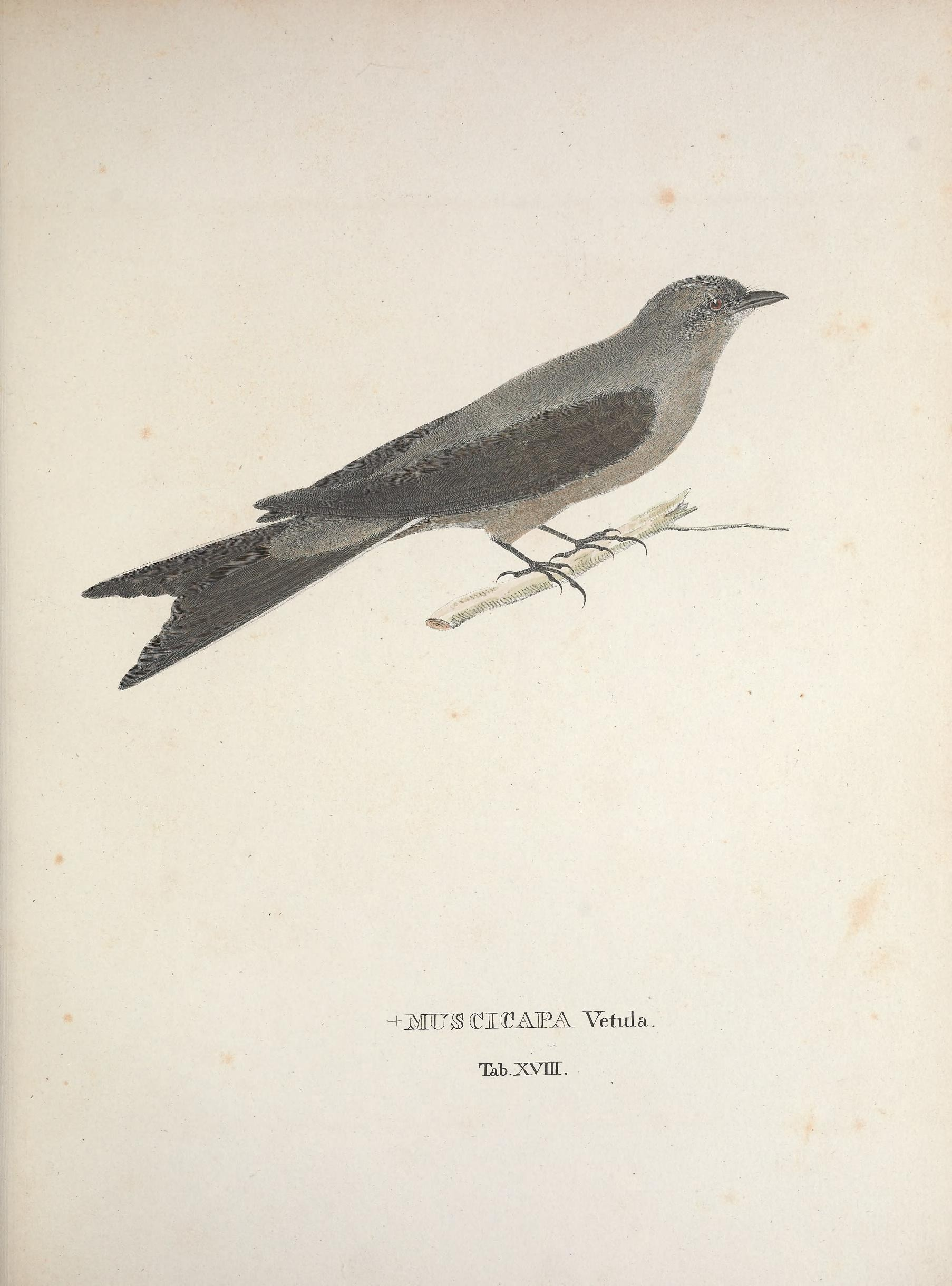
Musicapa vetula, ilustración de Matthias Schmidt en Spix, Avium Species Novae, 1824-1825.

### Descripción original
La especie M. vetula fue descrita por primera vez por el naturalista alemán Martin Heinrich Carl Lichtenstein en 1823 bajo el nombre científico Muscicapa vetula; la localidad tipo es «São Paulo, Brasil».
El género Muscipipra fue descrito por el naturalista francés René Primevère Lesson en 1831; la especie tipo definida fue Muscicapa longipennis Lesson, 1831, un sinónimo posterior de la presente.

### Etimología
El nombre genérico femenino «Muscipipra» es una combinación de los géneros Muscicapa y Pipra; y el nombre de la especie «vetula», en latín significa ‘mujer anciana’.

### Taxonomía
Es monotípica. Las afinidades de este género permanecen inciertas.
Los amplios estudios genético-moleculares realizados por Tello et al. (2009) descubrieron una cantidad de relaciones novedosas dentro de la familia Tyrannidae que todavía no están reflejadas en la mayoría de las clasificaciones. Siguiendo estos estudios, Ohlson et al. (2013) propusieron dividir Tyrannidae en cinco familias. Según el ordenamiento propuesto, Muscipipra permanece en Tyrannidae, en una subfamilia Fluvicolinae Swainson, 1832-33, provisoriamente en una tribu Fluvicolini Swainson, 1832-33 , junto a parte de Myiophobus, Colorhamphus, Sublegatus, Pyrocephalus, Ochthoeca, Arundinicola, Gubernetes, Fluvicola y Alectrurus.